# Aredale
Aredale è una città degli Stati Uniti, situata nella Contea di Butler, nello Stato dell'Iowa. Al censimento del 2000, la città contava 89 abitanti.